# Road Warrior Hawk
Michael James Hegstrand, detto Mike (Chicago, 26 gennaio 1957 – Indian Rocks Beach, 19 ottobre 2003) è stato un wrestler statunitense, noto per aver fatto parte, con il nome Road Warrior Hawk (o semplicemente Hawk), del tag team Road Warriors (o Legion of Doom in WWF) assieme a Road Warrior Animal.
Nel corso della sua carriera ha combattuto nel circuito NWA, nella World Championship Wrestling e nella World Wrestling Federation, sempre accanto ad Animal. Ha anche combattuto nella New Japan Pro-Wrestling nei primi anni novanta, stavolta assieme a "Power Warrior" Kensuke Sasaki, dando vita agli Hell Raisers.

## Primi anni
Nacque a Chicago da Arthur Nels Hegstrand, detto Art, reduce di guerra di origine svedese, e Margaret Cecilia Kathlee Riester, detta Marge, di origine tedesca. Era il quartogenito di cinque maschi, nato dopo i fratelli Thomas Arthur detto Tom, Rich e Scott; in seguito nacque il fratello minore Daniel, detto Dan. Mike era un bambino agitato e attaccabrighe e commetteva atti di bullismo, così per sfogarsi si dedicò alla pesistica; strinse amicizia con Joe Laurinaitis, un bambino di oltre tre anni e mezzo più piccolo. Nel 1972, quando aveva 15 anni, la sua famiglia si trasferì a Saint Paul, in Minnesota.
Frequentò la Patrick Henry High School di Minneapolis, e nel 1975 riallacciò i contatti con l'amico Joe Laurinaitis, la cui famiglia si era anch'essa trasferita in Minnesota, e cominciarono ad allenarsi insieme. Nel 1976 si diplomò. In seguito fece diversi lavoretti per mantenersi, soprattutto come macellaio. Nel settembre 1978, a ventun'anni, perse la madre, morta prematuramente. Successivamente trovò lavoro come buttafuori, dove catturò l'attenzione di Eddie Sharkey, un noto allenatore di wrestling. Sharkey pensò che Hegstrand, insieme all'amico Joe Laurinaitis (il futuro Road Warrior Animal), e a Barry Darsow avessero del potenziale come wrestler e decise di allenarli. Lui e Joe decisero di affiancare all'allenamento una regolare assunzione di steroidi.

## Carriera

### Gli Inizi

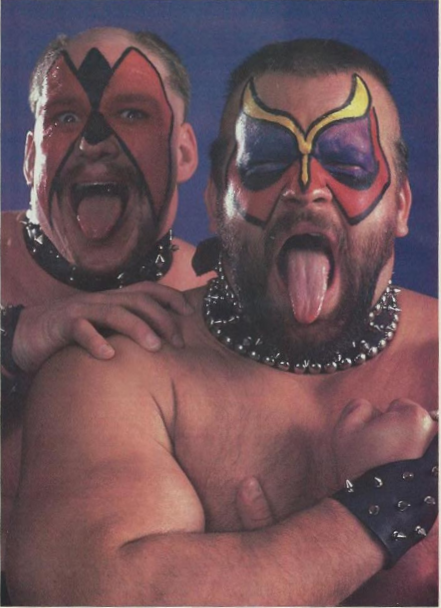
Road Warrior Hawk (a sinistra) insieme a Road Warrior Animal nel 1986

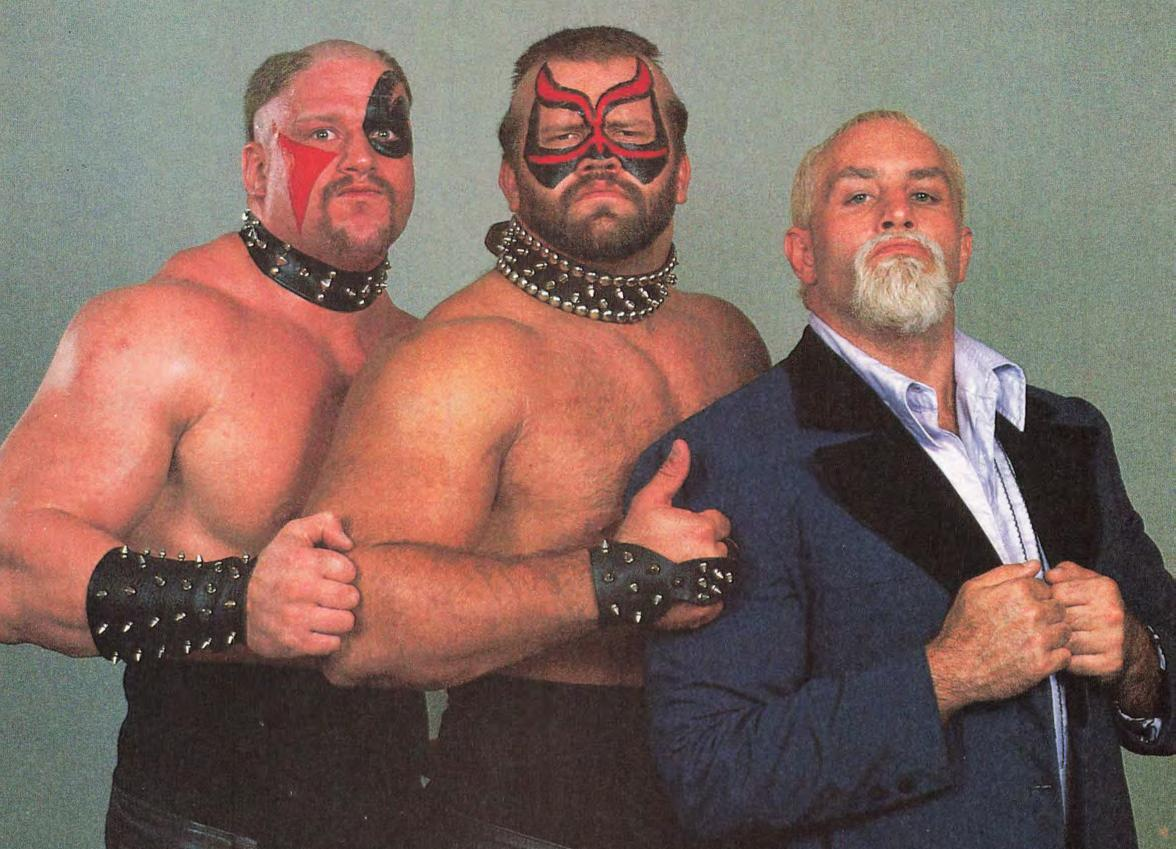
I Road Warriors con il manager Paul Ellering (1985)

Hegstrand aveva iniziato la sua carriera nella Traveling All-Stars con il ring name Crusher Von Haig e lottò a Vancouver. Paul Ellering stava cercando di mettere insieme un team heel nella Georgia Championship Wrestling chiamato "The Legion of Doom", fu allora che gli venne l'idea di reclutare Hegstrand e il suo amico Laurinaitis cambiandogli i ring name rispettivamente in "Hawk" e "Animal". Hanno iniziato con la gimmick di biker; nel DVD dedicato ai Road Warriors, Animal disse che all'epoca si sentivano come i membri dei Village People, così sperimentarono dei modi per avere un aspetto più minaccioso. Iniziarono col rasarsi i capelli in stile "mohawk", indossarono collari per cani pieni di spilli, le spalline con gli spuntoni e il celebre face paint. L'ispirazione per il look fu presa dal film Interceptor - Il guerriero della strada (Mad Max 2). Inoltre, durante le interviste si dimostravano minacciosi, ma venivano apprezzati per via del loro carisma.
Questo cambio di look, ebbe un successo immediato, rivoluzionando la scena tag-team con le loro mosse di potenza e l'innovativo face paint. Nella Georgia Championship Wrestling vinsero il NWA National Tag Team Championship quattro volte per poi passare a federazioni più importanti, come la American Wrestling Association e la All Japan Pro Wrestling, vincendo più volte i titoli di coppia.
Hawk era noto per i suoi promo, soprattutto quando urlava il loro slogan "Oooooooooh, WHAT A RUSH!"

### Jim Crockett Promotions (1986–1990)

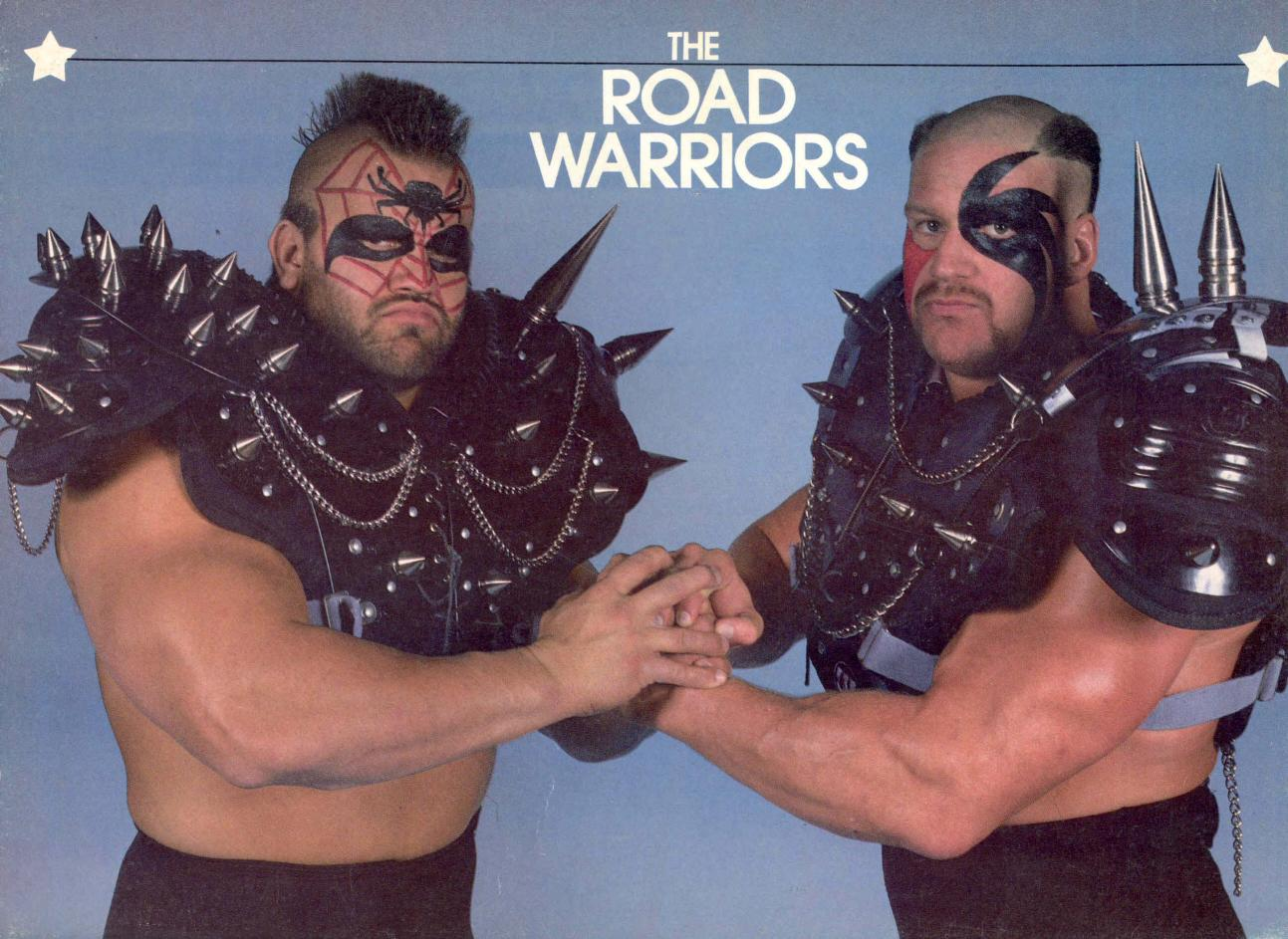
I Road Warriors nel 1989

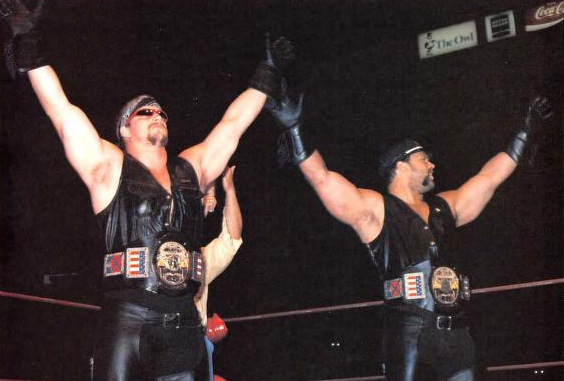
I Road Warriors campioni NWA National Tag Team (1983)

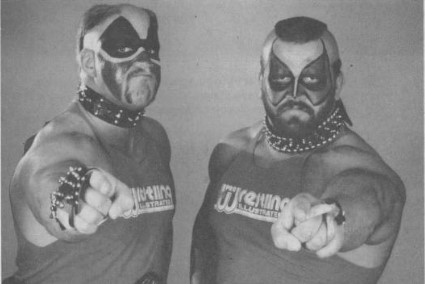
I Road Warriors nel 1986

Il loro stile aggressivo e violento, piaceva molto ai fan e anche quando erano heel il pubblico non li fischiava (trattamento riservato di solito ai cattivi), anzi, li applaudiva. Nel 1986 (anno in cui sabato 4 ottobre lui si sposò con Judy Pendzimas) lottavano nella National Wrestling Alliance, fino alla cessazione definitiva dalla federazione. Vinsero il "Jim Crockett Sr. Memorial Cup Tag Team Tournament" ed ebbero un feud con i Four Horsemen e la "squadra russa". Durante il loro percorso nella NWA, hanno contribuito alla diffusione di alcuni tipi di match come il "WarGames match", lo "Scaffold match" e il "Chicago Street Fight".
Nel 1988 i Road Warriors impegnati in una violenta faida con i "Powers of Pain" (Warlord e The Barbarian), ovvero i loro cloni. Infatti i due avevano lo stesso taglio di capelli e un face paint molto simile ai Road Warrior. I Powers of Pain ferirono Animal ad un occhio (kayfabe) durante una gara di sollevamento pesi, rendendo la faida ancora più violenta, ma l'angle fu bruscamente interrotto quando i Powers of Pain lasciarono la NWA dopo aver scoperto che erano stati decisi una serie di Scaffold match e i due non volevano rischiare di farsi male cadendo da quell'altezza.
Verso la fine del 1988, i Road Warriors vinsero il NWA World Tag Team Championship dai Midnight Express. Nel loro ultimo anno con la NWA, i Warriors ebbero diversi feud, soprattutto con i Varsity Club, i Headshrinkers, e gli Skyscrapers ("Masked Sky Scraper" e "Mean" Mark Callous - il futuro The Undertaker), prima di lasciare la NWA nell'estate del 1990, a causa di conflitti con Jim Herd.

### World Wrestling Federation (1990–1992)
I Road Warriors firmarono con la World Wrestling Federation (WWF) nel 1990, furono ribattezzati "Legion of Doom" (L.O.D.), ed ebbero un feud con i Demolition (altri "cloni" dei RW). A causa di alcuni problemi di salute di Ax, quest'ultimo fu sostituito da Crush, ma questa sostituzione abbassò la qualità, ed il feud non fu all'altezza delle speranze dei tifosi. Durante la prima parte del feud i LOD lottarono spesso al fianco del WWF Champion Ultimate Warrior in match tre contro tre.
Poco più di un anno dopo la firma con la federazione di Vince McMahon, la Legion of Doom vinse il WWF Tag Team Championship, titolo che riuscì a mantenere per circa otto mesi. A dicembre 1991 Hawk divorziò dalla moglie. Alla perdita dei titoli, nel gennaio del 1992, i LOD hanno brevemente lasciato la WWF, per poi tornare insieme al manager di lunga data Paul Ellering, con un pupazzo di legno chiamato "Rocco". Entrambi i membri della L.O.D. pensavano che la gimmick era stupida e Hawk lasciò la WWF lasciando Animal per la prima volta a combattere come singolo dopo nove anni. Animal continuò a combattere fino alla scadenza del contratto, soprattutto come singolo e, occasionalmente collaborando con l'ex membro dei Demolition, Crush.

### New Japan Pro Wrestling e circuito indipendente (1992–1995)
Hawk lottò come wrestler singolo in Europa (dove vinse il CWA World Heavyweight Championship, Australia e Giappone. Nella New Japan Pro-Wrestling tornò ai combattimenti a coppie alleandosi con Kensuke Sasaki per formare gli Hell Raisers (Sasaki adottò l'identità di Power Warrior per l'occasione). I due dominarono la divisione tag team della NJPW, vincendo anche l'IWGP Tag Team Championship in due occasioni, ma nessun promoter statunitense volle portare la coppia in occidente, a causa dell'affiliazione di Sasaki con la NJPW.
Nel 1993 Hawk lottò anche nella NWA Eastern Championship Wrestling, compagnia progenitrice della Extreme Championship Wrestling. Lasciò l'ECW nel 1994.
Inoltre, lottò anche in federazioni del circuito indipendente come Pro Wrestling America, Mid Eastern Wrestling Federation, Smoky Mountain Wrestling e Midwest Territorial Wrestling.

### World Championship Wrestling (1993, 1995–1996)

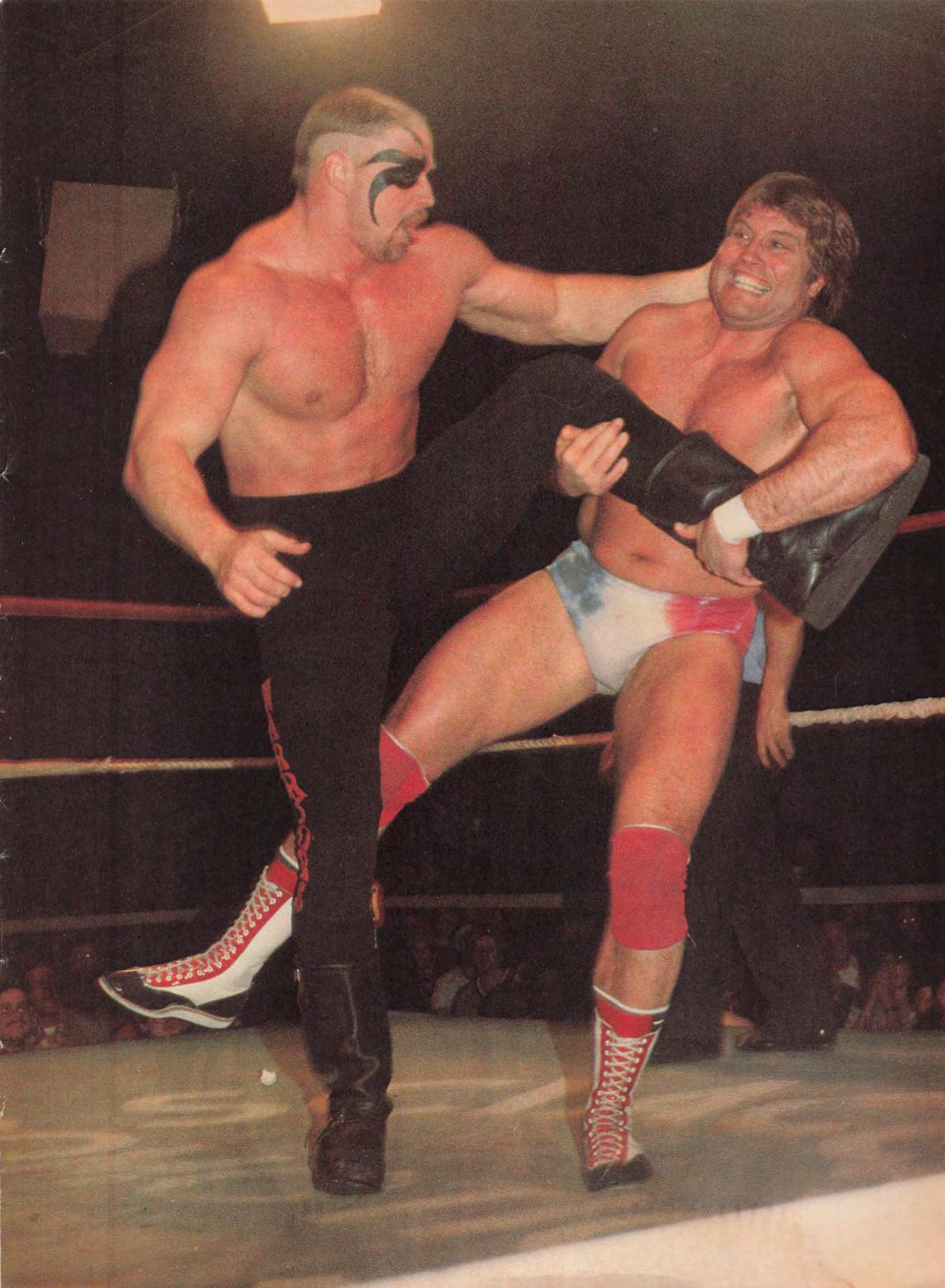
Hawk vs Jim Brunzell

Nell'agosto 1993 Hawk fece qualche apparizione sporadica nella World Championship Wrestling come partner misterioso di Dustin Rhodes e successivamente come sostituto nella coppia di Davey Boy Smith quando questi lasciò la federazione ma non in maniera permanente, e Hawk se ne andò dalla WCW dopo Starrcade nel dicembre 1993. A maggio 1995, riapparve in WCW. In luglio aiutò Sting in un feud contro Meng e Kurasawa, ma una prevista rivalità con Kurasawa non si concretizzò a causa di un infortunio a un braccio. Hawk tronò ancora una volta nel gennaio 1996, ma questa volta, insieme ad Animal. In questo periodo, Sting e Lex Luger avevano vinto il WCW World Tag Team Championship e Hawk & Animal li sfidarono, ma senza successo. L'ascesa del New World Order precluse ulteriori sfide ed opportunità, e quindi i due decisero di tornare in WWF.

### Ritorno in WWF (1997–1999)
Dopo aver lasciato la WCW i due tornarono nella WWF dove i Legion of Doom furono inseriti in un feud tra Steve Austin e The Hart Foundation, alleandosi dalla parte di Austin. Inoltre, i Legion of Doom conquistarono per la seconda volta i titoli di coppia sconfiggendo The Godwinns il 7 ottobre 1997. Nel novembre 1997 i Legion of Doom affrontarono gli esordienti New Age Outlaws (Road Dogg & Billy Gunn) e persero inaspettatamente le cinture. Successivamente a Monday Night Raw, L.O.D. sfidarono la D-Generation X in un tag team match. Durante l'incontro, i New Age Outlaws attaccarono brutalmente L.O.D. e rasarono uno dei mohawk di Hawk, e gettarono Animal attraverso il tavolo dei commentatori. Poco tempo dopo i Legion of Doom furono "riconfezionati" come "Legion of Doom 2000" con manager Sunny, anche se la ragazza non restò a fianco della coppia per molto.
Sabato 23 maggio 1998 Mike Hegstrand si sposò per la seconda volta, con Dale Watts, con la quale andò a vivere in Florida, a Indian Rocks Beach, in un appartamento sito in un condominio in riva all'Oceano Atlantico.
Durante l'Attitude Era, con la quale la WWF si spostò verso un intrattenimento più "adulto", i Legion of Doom furono inseriti in una storyline che incorporò i reali problemi con droghe ed alcol di Hegstrand, contro il volere sia di Hegstrand sia di Laurinaitis. La storyline vide i Legion of Doom sul punto di dividersi perché Hawk si presentava sul ring completamente ubriaco o sotto l'influenza di droghe, e cominciando a mostrare anche tendenze suicide. Per stabilizzare il team, fu introdotto un terzo membro, Puke, poi conosciuto con il nome di Droz. Questo portò alla conclusione della storyline, dove un Hawk in procinto di suicidarsi si arrampicò in cima al TitanTron, il gigantesco monitor televisivo presente nelle arene durante le puntate di Raw Is War. Puke, tentando apparentemente di convincerlo a scendere, arrampicandosi anche lui, lo fece invece precipitare nel backstage (con un effetto speciale utilizzato per far sembrare che i fan potessero vedere il corpo di Hegstrand precipitare a una distanza fatale dietro lo schermo); Puke quindi rivelò di aver favorito la tossicodipendenza di Hawk così da farlo morire e prendere il suo posto nei Legion of Doom. Essere costretti a recitare i demoni personali di Hegstrand sullo schermo alla fine si rivelò troppo sia per Hegstrand che per Laurinaitis, ed entrambi gli uomini lasciarono la compagnia poco tempo dopo l'episodio.

### Circuito indipendente (2000–2003)
L'acuirsi dei problemi di alcol e droga di Hegstrand lo portarono a lunghe pause lontano dal ring in questo periodo. Nel 2000 durante un tour in Australia, gli venne diagnosticata una cardiomiopatia, patologia che gli causò un altro stop dell'attività. Tornò a lottare regolarmente in seguito. Laurinaitis e Hegstrand divennero "cristiani rinati" nel 2001 e parteciparono a vari spettacoli di wrestling organizzati da Ted DiBiase e Nikita Koloff sperando di risollevare le proprie carriere. Il 22 giugno 2002 nella International Wrestling Superstars, Road Warriors Animal & Hawk sconfissero The Headshrinkers vincendo il World Tag-Team Championship. La vittoria portò il Team USA a vincere l'International Tournament svoltosi ad Atlantic City, New Jersey.
La coppia apparve anche nella Total Nonstop Action Wrestling alla fine del 2002 e all'inizio del 2003 come parte del gruppo che si opponeva alla fazione di Vince Russo Sports Entertainment Xtreme, ma lottando soltanto un match nella compagnia. Animal e Hawk tornarono a sorpresa a Raw il 12 maggio 2003, dove affrontarono Kane e Rob Van Dam per il World Tag Team Championship. I due non riuscirono a vincere il titolo, ma ormai Hawk si era definitivamente disintossicato e i Road Warriors avevano speranze di tornare in WWE. Più avanti nel corso dell'anno, Hawk apparve nella All World Wrestling League, federazione di breve durata di proprietà di The Original Sheik che fallì poco dopo. Due settimane prima di morire lottò nel suo ultimo match con Animal ad Oshawa, Ontario, sconfiggendo Greg "The Hammer" Valentine e Buff Bagwell.

## Morte
Nel 2003 Hegstrand e sua moglie, per allontanarsi dalle turbolenze oceaniche che spesso colpivano la zona costiera sulla quale era situato il loro condominio, acquistarono una casa in una posizione più addentrata. Sabato 18 ottobre, egli in persona si occupò del trasloco di vari oggetti, compiendo vari viaggi verso la nuova casa. Sfinito e con la schiena dolorante, la sera ebbe una conversazione telefonica con l'amico di sempre Animal, raccontandogli la sua giornata; poi attorno alle ore 20.30 andò a letto per riposare, avvertendo la moglie di svegliarlo dopo tre ore affinché potesse finire di impacchettare le cose. Invece si addormentò profondamente e, dopo la mezzanotte, ebbe un infarto fatale. La moglie Dale non lo volle disturbare e andò da lui attorno all'una, e lo trovò già morto. Aveva 46 anni. Per sua stessa ammissione, nel corso della sua vita ebbe problemi legati ad una seria dipendenza dall'alcol e dalle droghe e fu un assuntore di steroidi. Al momento della sua morte, Hawk ed Animal stavano lavorando a un libro sulle loro carriere. Animal seppe la notizia nel pomeriggio, mentre stava pulendo la sua piscina, ricevendo una telefonata da un amico. Il suo corpo è stato cremato.

## WWE Hall of Fame
Viene introdotto nella WWE Hall of Fame il 2 aprile 2011, la notte prima di WrestleMania XXVII da Dusty Rhodes come membro dei Road Warriors, assieme al compagno di sempre Road Warrior Animal e al manager Paul Ellering.

## Personaggio

### Mosse finali
- Hangman's Neckbreaker (Neckbreaker)
- Diving Clothesline

### Manager
- Paul Ellering
- Sunny

## Titoli e riconoscimenti
American Wrestling Association
- AWA World Tag Team Championship (1 - con Road Warrior Animal)

National Wrestling Alliance
- NWA International Tag Team Championship (1 - con Road Warrior Animal)
- NWA National Tag Team Championship (4 - con Road Warrior Animal)
- NWA Hall of Fame (2012) - con Road Warrior Animal

Jim Crockett Promotions/ World Championship Wrestling
- NWA World Six-Man Tag Team Championship (3 - 2 con Road Warrior Animal e Dusty Rhodes; 1 con Road Warrior Animal e Genichiro Tenryu)
- NWA World Tag Team Championship (1 - con Road Warrior Animal)
- Jim Crockett Sr. Memorial Cup (con Road Warrior Animal) (1986)
- NWA Iron Team Tournament a Starrcade 1989: Future Shock (con Road Warrior Animal)

New Japan Pro-Wrestling
- IWGP World Tag Team Championship (2 - con Power Warrior)

World Wrestling Federation
- WWF World Tag Team Championship (2 - con Road Warrior Animal)
- WWE Hall Of Fame (2011)

Pro Wrestling Illustrated
- 15º tra i 500 migliori wrestler singoli nella PWI 500 (1991)
- 34º tra i 500 migliori wrestler singoli nella PWI 500 (1992)
- 47º tra i 500 migliori wrestler singoli nella "PWI Years" (2003)
- Tag Team of the Year con Road Warrior Animal. (1983, 1984, 1985, 1988)
- Feud of the Year  con Road Warrior Animal e i Super Powers (Dusty Rhodes e Nikita Koloff) contro i Four Horsemen.  (1987)